# Північне вікаріатство Київської єпархії
Північне вікаріатство Київської єпархії — вікаріатство Київської єпархії Української православної церкви (Московського патріархату).

## Загальна інформація
Утворено в межах Києва розпорядженням митрополита Київського і всієї України Володимира по Київській єпархії УПЦ московського патраірхату № 1768 від 25 вересня 2013 року для «ефективного церковно-адміністративного управління парафіями». До складу вікаріатства віднесено Оболонське, Подільське, Перше Шевченківське, Друге Шевченківське і Кладовищенське благочиння Києва.
3 жовтня 2013 року керуючим Північним вікаріатства Києва призначений єпископ Бо́ярський Феодосій (Снігірьов).